# Pipunculidae
Famille
Les Pipunculidae forment une famille d'insectes diptères brachycères répandus dans toutes les régions du globe et dont environ 1 300 espèces ont été décrites.
Les larves des Pipunculidae se développent comme parasites exclusifs d'homoptères. Il n'y a que deux stades larvaires. Certaines espèces sont utilisées dans le contrôle biologique des espèces nuisibles.

## Liste des genres
Selon Catalogue of Life (1er mars 2013) :
- genre Allomethus
- genre Amazunculus
- genre Basileunculus
- genre Cephalops
- genre Cephalosphaera
- genre Chalarus
- genre Claraeola
- genre Clistoabdominalis
- genre Collinias
- genre Dasydorylas
- genre Dorylomorpha
- genre Elmohardyia
- genre Eudorylas
- genre Jassidophaga
- genre Microcephalops
- genre Nephrocerus
- genre Pipunculus
- genre Protonephrocerus
- genre Tomosvaryella
- genre Verrallia

## Liste des sous-familles
Selon Fauna Europaea (30 juillet 2016):
- Chalarinae
- Nephrocerinae
- Pipunculinae

Selon ITIS (30 juillet 2016) :
- Chalarinae
- Pipunculinae